# Harry Sukman
Harry Sukman (* 2. Dezember 1912 in Chicago, Illinois; † 2. Dezember 1984 in Palm Springs, Kalifornien) war ein amerikanischer Komponist, der sich insbesondere mit Filmmusik einen Namen machte.

## Auszeichnungen
Sukman erhielt 1961 den Oscar für den Film Nur wenige sind auserwählt in der Kategorie Beste Filmmusik. Noch zwei weitere Male wurde er für diesen Preis nominiert: 1962 für Fanny sowie 1967 für Dominique – Die singende Nonne.

## Filmografie (Auswahl)
- 1955: Eine Stadt geht durch die Hölle (The Phoenix City Story)
- 1957: Vierzig Gewehre (Forty Guns)
- 1959: Der Henker (The Hangman)
- 1960: Nur wenige sind auserwählt (Song Without End)
- 1961: Fanny
- 1962: Madison Avenue
- 1966: Dominique – Die singende Nonne (The Singing Nun)
- 1967: Der Mann am Draht (The Naked Runner)
- 1968: …aber das Blut ist immer rot (If He Hollers, Let Him Go!)
- 1978: Das unsichtbare Auge (Someone’s Watching Me!)
- 1979: Brennen muss Salem (Salem’s Lot)